# Philippe Sauvage
 (octobre 2024).
Philippe Sauvage, né à Paris le 20 mars 1956, est un organiste français.
il est le titulaire des grandes orgues de Saint-Pierre de Neuilly-sur-Seine.  

## Biographie
De 1971 à 1978, il fait ses études musicales (théorie, composition, chant grégorien et orgue), avec notamment comme professeur Édouard Souberbielle, à l'école César-Franck et obtient à l'unanimité le premier prix d'orgue du Concours national de musique de la Ville de Paris.
Parallèlement à des études universitaires de droit, il suit des cours de Susan Landale et Marie-Claire Alain au Conservatoire à rayonnement régional de Rueil-Malmaison. Il y reçoit un premier prix et le premier prix d'excellence.
Depuis 1989, il est titulaire du grand orgue Mutin-Cavaillé-Coll de Saint-Pierre de Neuilly. qui est le plus grand des Hauts-de-Seine avec 3 claviers et pédalier.  
Professeur d'orgue dans deux conservatoires d'Île-de-France (Puteaux et Breuillet), membre de jurys de concours, animateur de la Commission diocésaine des orgues des Hauts-de-Seine, Philippe Sauvage participe également à des animations en direction des publics scolaires.
Depuis 1972, il donne de nombreux concerts à Paris (Notre-Dame, Saint-Séverin, Saint-Thomas d'Aquin, Saint-Germain l'Auxerrois...) et participe à des festivals en France (festival de Chartres, de Champagne, des Trois Chapelles, de l'Île Saint-Louis...) et à l'étranger (Angleterre, Malte, Allemagne, Pays-Bas, Russie...), tant en soliste, qu'en duo orgue et trompette ou avec l'ensemble de Cuivres de Paris ainsi que divers orchestres comme A Sei Voci, l'orchestre Harmonia Nova, Magnifica et l'orchestre de chambre de Cologne. Il donne également des concerts en duo avec la mezzo soprano Claire Louchet-Destremau (d).
À Neuilly il joue régulièrement avec les Petits Chanteurs de Sainte-Croix de Neuilly - The Paris Boys Choir - sous la direction de François Polgár.
À Saint-Pierre, il donne des concerts avec l'Ensemble vocal de Neuilly (d) et la chorale Saint-Pierre ainsi qu'avec ses élèves de Puteaux. Il crée en 2024 un spectacle visio sonore avec improvisation musicale à l'orgue sur des images de
la NASA intitulé « Grand Orgue et étoiles ».
Il a également participé à des émissions publiques de Radio France et enregistré plusieurs CD.

## Discographie
- Une inauguration d'orgue en 1900 (coffret : 2 CD) avec l'ensemble vocal Cavaillé-Coll sous la direction de François Polgár, Disque Hortus, 2008, 2009 (primé parmi les dix meilleurs CD de 2009 par France Musique)[5]
  - Musique d'orgue de Couperin, Bach, Lefébure-Wely, Petrali, Jehan Alain
- L'orgue de Notre-Dame de Pitié de Puteaux[6], Disque Erol, 2000
- Magie des Noëls à travers le monde (avec Claire Louchet-Destremau (d), soprano, et Salvador Estelles (d), trompette)
- Trompette et orgue (avec Salvador Estelles), sur l'orgue Steinmetz de l'église Saint-Gabriel de Paris